# Paulo Vergnano
Paulo Daniel Vergnano Rodríguez (James Craik, Argentina, 22 de marzo de 1972) es un exfutbolista argentino. Jugaba como mediocampista.

## Trayectoria
Oriundo de James Craik, realizó sus divisiones inferiores en Newell's Old Boys. En 1992 comenzó a entrenar con el primer equipo, mientras que en el verano de 1993 formó parte de un equipo rosarino de suplentes y juveniles que jugó partidos amistosos en la Región de Coquimbo. De dicha gira, sus compañeros Pablo Lenci y Jorge Cerino llamaron la atención de Coquimbo Unido, siendo fichador por el equipo pirata; mientras que Vergnano quedó en la carpeta de Justo Farrán, preparador físico del equipo. En 1993 jugó para Racing Club de Carhué.
Tras jugar en 1994 en Central de Río Segundo, ese mismo año Esaú Bravo entrenador de Ñublense necesitaba de un volante de contención. Su preparador físico Justo Farrán le recomendó el nombre de Vergnano, quien aceptó la oferta.Formó parte del histórico equipo chillanejo que fue semifinalista de la Copa Chile 1995, que en cuartos de final eliminó a Colo-Colo de la Primera División.
Para la temporada 1996 se trasladó al norte de Chile, firmando con Deportes Arica de la Primera B, coincidiendo nuevamente con Essaú Bravo. En el equipo ariqueño estuvo por dos temporadas, regresando en 1998 a Ñublense. Para 1999, firma con Deportes Ovalle, donde logra una destacada campaña personal y grupal, terminando en el 5° lugar del torneo de Primera B, lo que lo lleva a fichar la siguiente temporada por Santiago Wanderers de la Primera División.
Sin embargo, tras el término de la Copa Apertura 2000, regresa a la primera B, firmando con Deportes Temuco. Tras un segundo paso por Deportes Ovalle, termina su paso por el fútbol chileno durante la temporada 2002 jugando en Lota Schwager.
Tras temporadas en el fútbol de Indonesia, donde defendió los colores del PSIS Semarang y el Deltras FC, se retira del fútbol a fines del año 2004.
Tras el retiro, se transformó en representante de jugadores, representando entre otros a Cris Martínez.Además, fue gerente técnico de San Luis,y se desempeñó como gerente deportivo de Deportes Limache.En diciembre de 2024, se anunció que pasará a ser asesor deportivo del Presidente de San Luis, César Villegas.

### Controversia
En octubre de 2023, Deportes Limache fue denunciado por Deportes Melipilla al Tribunal de Disciplina de la ANFP, por presuntos pagos en negro.Ese mismo mes se filtró a la prensa un audio de WhatsApp en el cual se muestra el accionar de Vergnano para realizar los pagos en negro.En noviembre de 2023, el Tribunal de la ANFP sentenció que la denuncia fue hecha fuera de plazo, siendo desestimada.

## Clubes
| Club                   | País      | Año       |
| ---------------------- | --------- | --------- |
| Newell's Old Boys      | Argentina | 1992-1993 |
| Racing Club de Carhué  | Argentina | 1993      |
| Central de Río Segundo | Argentina | 1994      |
| Ñublense               | Chile     | 1994-1995 |
| Deportes Arica         | Chile     | 1996-1997 |
| Ñublense               | Chile     | 1998      |
| Deportes Ovalle        | Chile     | 1999      |
| Santiago Wanderers     | Chile     | 2000      |
| Deportes Temuco        | Chile     | 2000      |
| Deportes Ovalle        | Chile     | 2001      |
| Lota Schwager          | Chile     | 2002      |
| PSIS Semarang          | Indonesia | 2003      |
| Deltras FC             | Indonesia | 2004      |